# Dragomance
Dragomance es un pueblo ubicado en el municipio de Staro Nagoričane, en la región Noreste, Macedonia del Norte.

## Superficie
Posee una superficie de 4,508 kilómetros cuadrados.

## Demografía
Hasta 2021 la población era de 124 habitantes, con una densidad de población de 27,51 habitantes por kilómetro cuadrado.